# Свен Јохансон (кајакаш)
Свен Јохансон (швед. Sven Bertil Johansson; Вестервик, 10. јун 1912 — ? 5. август 1953) бивши је шведски кајакаш који се такмичио на Олимпијским играма 1936. у Берлину. Веслао је у пару са својим земљаком Ериком Бладстремом.

## Спортска биографија
Свен Јоханссон и Ерик Бладстрем освојили су златну медаљу у дисциплини склопиви кајак Ф-2 на 10.000 м на Летњим олимпијским играма 1936. и тако постали први олимпијски победници у тој дисциплини, јер су кајак и кану први пут били у званичном програму олимпијских игара.
Две године касније освојили су у истој дисциплини сребрну медаљу на Светском првенству 1938. у Ваксхолму.